# Bobi, Kaçanik
Bobi (albanska: Bobi, serbiska: Bob) är en by i Kosovo. Den ligger i kommunen Kaçanik. Enligt den senaste folkräkningen år 2011 fanns det 1 796 invånare.

## Demografi
| Demografi | 2011 |
| --------- | ---- |
| albaner   | 1796 |